# Kemal Ademi
Kemal Ademi (* 23. Januar 1996 in Villingen-Schwenningen, Deutschland) ist ein schweizerisch-deutscher Fussballspieler.

## Leben
Ademi wurde als Sohn kosovarischer Eltern, die ihre Heimat aufgrund der Jugoslawienkriege verlassen hatten, im deutschen Villingen-Schwenningen geboren und zog im Dezember 2002 mit sechs Jahren in den schweizerischen Kanton Appenzell Ausserrhoden. Er hält neben der deutschen Staatsbürgerschaft seit Juni 2011 auch das Schweizer Bürgerrecht. Er ist somit für die Schweizer, die deutsche oder die kosovarische Nationalmannschaft spielberechtigt. Des Weiteren interessierte sich auch die albanische Fussball-Föderation (FSHF) für ihn als potenziellen Nationalspieler.
Der Schweizerische Fussballverband (SFV) beantragte beim Weltfussballverband (FIFA) die Spielberechtigung von Ademi als Nationalspieler und erhielt die Bestätigung. Somit ist er seit Juni 2020 offiziell für die Schweizer Nationalmannschaft spielberechtigt.

## Karriere
Ademi begann das Fussballspielen in seinem Heimatort beim FC Herisau. Anschliessend durchlief er die Jugendmannschaften des FC St. Gallen, bei dem ihm auch der Sprung in den Herrenbereich gelang, nachdem er zur Saison 2014/15 in die U21 berufen worden war, die damals in der drittklassigen Promotion League spielte. 2015 wechselte er zur zweiten Mannschaft des deutschen Bundesligisten TSG 1899 Hoffenheim, bei der er zeitweise auch am Training der ersten Mannschaft von Julian Nagelsmann teilnehmen durfte. Aufgrund einer Kreuzbandverletzung bestritt Ademi in der Saison 2017/18 kein Spiel mehr für Hoffenheim und kehrte schliesslich in seine schweizerische Heimat zum Erstligisten Neuchâtel Xamax zurück.
Mit Neuchâtel Xamax gelang ihm in viel beachteten Barragespielen gegen den FC Aarau zum Ende der Saison 2018/19 der Klassenerhalt. Nach einer 0:4-Heimniederlage im Hinspiel gewann Neuchâtel Xamax das Auswärts-Rückspiel 4:0 nach Verlängerung und setzte sich schliesslich im Penaltyschiessen durch. Ademi erzielte in diesem Spiel das 3:0 in der 38. Spielminute. Da sein Vertrag zum Saisonende auslief, wechselte er anschliessend ablösefrei zum Ligakonkurrenten FC Basel und unterschrieb einen Vierjahresvertrag bis 2023.
Am 5. Oktober 2020 wechselte er zum türkischen Erstligisten Fenerbahçe Istanbul. Anfang Februar 2021 wurde er für den Rest der Saison an den Ligakonkurrenten Fatih Karagümrük SK ausgeliehen.
Im Juli 2024 wechselt Ademi vom FC Luzern ablösefrei zu NK Osijek.